# Битка при Милеви скали
Битката при връх Милеви скали е голямо сражение между партизани и правителствени сили по време на партизанското движение в България през 1941 – 1944. Битката се състои на 4 септември 1944 година, когато войскови и жандармерийски части обкръжават Партизанска бригада „Чепинец“ и Партизански отряд „Ангел Кънчев“.
На 3 септември 1944 г. на връх Милеви скали след четворната акция в с. Варвара, с. Симеоновец, с. Семчиново и гара Варвара се съсредоточават Партизанска бригада „Чепинец“ и Партизански отряд „Ангел Кънчев“. Командирът на Трета Пазарджишка въстаническа оперативна зона Методи Шаторов извършва прегрупиране на силите за участие в непосредственото завземане на властта.
Сутринта на 4 септември са забелязани от разузнаването на XXVII и Чепински пехотен полк. Секретен партизански пост забелязва движението на армейските подразделения към партизанския лагер. В 9,30 ч. битката започва. В нея се включва и Пещерската тежко-картечна дружина и конен ескадрон от гр. Разлог. Сключват обръч и партизанските подразделения преминават към отбрана до 16 часа. След решение за пробив, ударна чета първа преминава в настъпление и успява да пробие обръча в посока на с. Белово и с. Семчиново. През пробива се оттеглят всички партизани. Срещат втори обръч и битката се подновява. Въпреки че войниците стрелят предимно „във въздуха“, от картечния огън загиват на място 11 партизани. Командирът на зоната Методи Шаторов е ранен тежко и след като е идентифициран от войниците, е изоставен. Той умира 4 – 5 дни по-късно, без да бъде открит, въпреки че е издирван на 9 септември от другарите си. Партизанските подразделения пробиват и този обръч и се изтеглят в три направления към връх „Арапчал“, местността „Хайдушки кладенец“ и с. Варвара.
На 8 септември партизанските подразделения се съсредоточават в местността „Бяла вода“ и преминават към установяване управлението на Отечествения фронт в Пазарджишко.
Битката е признак за липсата на контрол на правителството на Константин Муравиев върху военно-полицейския апарат на България. Докато тя се води, текат преговори между кабинета и командването на Народоосвободителната въстаническа армия.
Загинали в боя:
1. Методи Тасев Шатаров – Панайот
2. Атанас Тодоров Воденичаров – Дински
3. Атанас Георгиев Мавриков – Альоша
4. Иван Георгиев Мавриков – Бенковски
5. Иван Атанасов Бандаков – Кочо
6. Никола Иванов Алексиев /Боянов/
7. Никола Иванов Бандаков – Страхил
8. Симеон /Сюлейман/ Минчев Фисински
9. Тодор Николов Пухалев
10. Тодор Георгиев Пухалев
11. Христо Петров Дрънков – Караджа
12. Христо Петров Боянов